# アトポビウム科
アトポビウム科（Atopobiaceae）は、放線菌門コリオバクテリウム綱コリオバクテリウム目の科の一つである。